# Borough di Kettering
Kettering è un distretto con status di borough del Northamptonshire, Inghilterra, Regno Unito, con sede nella città omonima.

## Parrocchie civili
Le parrocchie del distretto, che non coprono l'area del capoluogo, sono:
- Ashley
- Barton Seagrave
- Brampton Ash
- Braybrooke
- Broughton
- Burton Latimer (città)
- Cranford
- Cransley
- Desborough (città)
- Dingley
- Geddington, Newton e Little Oakley (parrocchia combinata)
- Grafton Underwood
- Harrington
- Loddington
- Mawsley
- Orton
- Pytchley
- Rothwell (città)
- Rushton
- Stoke Albany
- Sutton Bassett
- Thorpe Malsor
- Warkton
- Weekley
- Weston by Welland
- Wilbarston